# Çò des de Lòi
Çò des de Lòi és una obra a Salardú, al municipi de Naut Aran (Vall d'Aran) inclosa a l'Inventari del Patrimoni Arquitectònic de Catalunya.

## Descripció
Casa situada a la cantonada entre el carrer Major i la Plaça Major, justa darrera de l'anomenada "Font de la Pica", en un terreny amb desnivell.
Construcció del segle xix amb elements típics d'una "borda aranesa". De planta quadrangular i coberta de dos vessants amb carener perpendicular a la façana principal i ràfec molt volat. El parament és de maçoneria de carreus irregulars i cadena cantonera en la façana principal, deixats a la vista, i en la façana lateral remolinats i pintats. Al centre del frontispici, hi destaca una galeria coberta, delimitada i balustrada en fusta. A la part superior d'aquesta, hi ha l'humarau, protegit per una coberta de lloses de pissarra. Tanmateix, com és propi de les cases araneses, a la façana principal, s'hi observa una estructura semicircular que correspondria al forn. Pel que fa a la façana lateral, hi destaquen quatre obertures disposades a dos nivells diferents i decorades amb baranes en ferro forjat que presenten motius de flora i fauna.
Les obertures presenten tancament en fusta, a la porta d'accés, calada i a les finestres, amb porticons a la francesa de dos vents.